# Barbara (1961)
Barbara ist ein deutsches Spielfilmmelodram aus dem Jahre 1961 von Frank Wisbar. In den Hauptrollen spielen Harriet Andersson (in der Titelrolle) und Helmut Griem.

## Handlung
Die Geschichte spielt auf den abgelegenen, zu Dänemark gehörenden Färöer-Inseln im Nordatlantik. Dort hat der junge Arzt Paul Aggersoe die Nachfolge seines verstorbenen Vorgängers angetreten und dessen Inselpraxis übernommen. Es dauert nicht lange, bis er Barbara, die Witwe seines Vorgängers, kennenlernt. Sie ist nicht allzu gut beleumundet, da man ihr nachsagt, dass sie ein ziemlich loses Luder sei und es mit der Treue ihrem Gatten gegenüber nicht allzu genau genommen hätte. Bald verliebt sich Paul Hals über Kopf in die verführerische, junge Frau, und beide gehen, trotz eindringlicher Warnungen seitens der Insulaner, die von Barbara nicht sonderlich viel halten, miteinander die Ehe ein. Doch bald muss Paul einsehen, dass die Färöer nicht zu Unrecht wenig von Barbara halten, denn sie kann nicht anders, als notorisch untreu zu sein. 
Denn das Inselleben ist eintönig und die Nächte im Winter lang und dunkel. Während einer längeren Abwesenheit Pauls schnappt sich die heißblütige Arztgattin, die nicht lange unbemannt sein kann, gleich den Nächsten. Es ist der einstige Jugendfreund Andreas, dem Barbara einfach nicht widerstehen kann. Als Paul zu Heim und Herd zurückkehrt, ist Barbara bereits bei ihrem neuen Lover eingezogen. Der enttäuschte Aggersoe lässt sich wieder von ihr scheiden und nach Grönland versetzen. Doch Barbara, vom Naturell her freigeistig, ungebunden und (wie der TV-Untertitel verrät) wild wie das Meer, scheint nicht allzu betroffen zu sein, denn wenig später steht sie am Strand und wartet bereits sehnsüchtig auf den neuen Inselarzt.

## Produktionsnotizen
Barbara, auch unter Barbara – Wild wie das Meer (Fernsehtitel) geführt, entstand im Sommer 1961 in Dänemark (Studioaufnahmen in Kopenhagen). Der am 30. Oktober 1961 der FSK vorgelegte Film wurde am 28. November 1961 im Bielefelder Astoria-Kino uraufgeführt.
Dem Film lag der gleichnamige Roman von dem frühzeitig an den Folgen der Tuberkulose gestorbenen, färöischen Dichter Jørgen-Frantz Jacobsen zugrunde. Er erschien 1939, ein Jahr nach seinem Tod.
Die umfangreichen Kostümentwürfe für Harriet Andersson entwarf Irms Pauli. Herbert Fleischmann gab hier sein Kinofilmdebüt, Erich Dunskus wiederum spielte hier seine letzte Rolle auf der großen Leinwand. Auch Filmveteran Werner Eisbrenner gab mit Barbara seine Abschiedsvorstellung für das Kino.
Harriet Andersson wurde von Ilse Kiewiet synchronisiert, die der Darstellerin bereits in Abend der Gaukler ihre Stimme geliehen hatte.

## Kritiken
„Diese Geschichte, einziger Roman des 1939 verstorbenen Färöer-Dänen Jörgen Frantz Jacobsen, mochte Regisseur Frank Wisbar ("Hunde, wollt ihr ewig leben", "Nacht fiel, über Gotenhafen") nicht als echtes Triebdrama verfilmen. Er verpflanzte die Saga in die Gegenwart und nahm ihr damit den Rest an Glaubwürdigkeit. Den Charme der Ingmar-Bergman-Muse Harriet Andersson (in der Titelrolle) mordet eine fade Synchronstimme.“

„1936, vor seiner Emigration, filmte Frank Wisbar „Fährmann Maria“, ein Schicksalsdrama voll nordischer Mythenseligkeit. Diese Linie wollte er mit „Barbara“ wohl wieder aufnehmen. In der Inseleinsamkeit der Faröer kommt die Heldin (Harriet Anderson mit kalkigem Make-up) nicht zur Ruhe: Ihr heißes Blut und die lange Nacht treiben sie abwechselnd dem Jugendfreund und dem Ehemann in die Arme, bis dieser nach Grönland weitersegelt. Mit halbem Herzen nur bekennt sich Wisbar zur düsteren Fatalität dieser Geschichte. Dann schwelgt er in der Symbolsprache der Triebe: Feuer flackert im Kamin, die Nordseewogen rollen gegen die Felsen, der Schatten des Eifersüchtigen steht an der Wand. Als wäre ihm dabei nicht geheuer, sucht sich Wisbar dann aber wieder mit einem ironischen Schlenker aus der Affäre zu ziehen. Das Beste sind ein paar Minuten Kulturfilm über Landschaft und Meer, von Klaus von Rautenfeld atmosphärisch photographiert.“

In Filme 1959/61 ist folgendes zu lesen: „Scheindramatik in nordischer Landschaft, nach Art vorsichtiger Sittenfilme ins Bild gesetzt.“
Im Lexikon des Internationalen Films heißt es: „Flache, nur in den Landschaftsaufnahmen überzeugende Romanverfilmung, deren Personenzeichnung in Klischees steckenbleibt.“